# John Lyng
John Daniel Lyng (Trondheim, 22 agosto 1903 – Bærum, 18 gennaio 1978) è stato un politico norvegese.
È stato il 24º primo ministro della Norvegia dal 28 agosto al 25 settembre 1963, in un governo di coalizione composto dai partiti conservatore, di centro, cristiano-democratico e liberale. È stato il primo governo in 28 anni a non essere guidato dal Partito Laburista.

## Biografia
Nato a Trondheim dal commerciante Markus Hartman Lyng (1872-1938) e da Martha Maria Helberg (1885-1959), Lyng si è laureato in giurisprudenza nel 1927. Nel 1931 studiò a Oslo, Copenaghen e Heidelberg. Durante gli anni di studio, Lyng fu attivo nel gruppo studentesco di sinistra Mot Dag, e il periodo trascorso nella Germania di Weimar all'inizio degli anni Trenta gli conferì una forte avversione per i movimenti totalitari, mentre il nazismo era in ascesa. Prima e dopo la Seconda guerra mondiale lavorò come avvocato e giudice.
Si unì al movimento di resistenza norvegese durante l'occupazione della Norvegia da parte della Germania nazista. Ha costruito la baita di montagna Skardøla a Sylene, a circa 50 metri dal confine tra Norvegia e Svezia, che è stata utilizzata come avamposto da combattenti della resistenza come Odd Sørli, Johnny Pevik e Nils Uhlin Hansen. In seguito Lyng fuggì dal Paese e lavorò nell'ufficio legale della legazione norvegese a Stoccolma dal 1943 al 1944 e nell'amministrazione del governo norvegese in esilio a Londra fino al 1945.

## Carriera politica
Lyng era originariamente un membro del Partito Liberale di Libera Scelta, di cui guidò la sezione locale dal 1934 al 1935. È stato membro del comitato esecutivo del consiglio comunale di Trondheim dal 1934 al 1940 e nel 1945, ma è passato al Partito Conservatore nel 1938, dirigendo il capitolo del partito a Trondheim fino al 1947. Lyng è stato eletto al Parlamento norvegese dalle città mercato delle contee di Sør-Trøndelag e Nord-Trøndelag nel 1945, ed è stato rieletto nel 1949. Rimase fuori dal parlamento per un mandato, prima di essere nuovamente eletto nel 1957 e nel 1961, questa volta per Akershus, e fu eletto leader del gruppo parlamentare del Partito Conservatore. Dal 1955 al 1959 fu membro del consiglio comunale di Skien.
Il suo breve periodo come Primo Ministro avvenne nell'agosto 1963, dopo che i due rappresentanti del Partito Popolare Socialista (SF) si unirono in un voto di sfiducia 76-74 contro il governo Gerhardsen a seguito dell'Affare Kings Bay, una serie di incidenti minerari a Ny-Ålesund. Lyng si rese subito conto che ai partiti non socialisti mancava un solo seggio per raggiungere la maggioranza nello Storting e che, se si fossero uniti, sarebbero stati in grado di formare un governo a patto che il SF si fosse astenuto. Egli mise rapidamente insieme una coalizione che entrò in carica il 28 agosto. Il voto di sfiducia dei socialisti fu solo una protesta e una dimostrazione, e il gabinetto laburista fu ripristinato un mese dopo, dopo che l'SF tornò a sostenere i laburisti. Mentre Lyng era Primo Ministro, Ebba Haslund prese posto in Parlamento.
Anche se il gabinetto Lyng durò solo un mese, dimostrò che i partiti non socialisti erano in grado di formare un governo. Dopo le elezioni del 1965, i partiti non socialisti ottennero la maggioranza con Per Borten come Primo Ministro e John Lyng come Ministro degli affari esteri. Quest'ultimo fu sostituito da Svenn Stray nel 1970.
Lyng ricoprì la carica di Governatore della Contea di Oslo e Akershus dal 1964 al 1965. È ricordato anche per aver perseguito l'adesione della Norvegia alla CEE.